# Associazione Calcio Pro Sesto 2008-2009
Questa pagina raccoglie le informazioni riguardanti l'Associazione Calcio Pro Sesto nelle competizioni ufficiali della stagione 2008-2009.

## Stagione
Nella stagione 2008-2009 la Pro Sesto disputa il girone A del campionato di Lega Pro Prima Divisione, piazzandosi in quattordicesima posizione con 37 punti, di conseguenza disputa il Play-out con il Venezia venendo sconfitto e retrocesso in Lega Pro Seconda Divisione. Il torneo è stato vinto con 60 punti dal Cesena che è stato promosso direttamente in Serie B, la seconda promossa è stata il Padova che ha vinto i Play-off. La Pro Sesto gioca un girone di andata discreto con 22 punti raccolti, ed un girone di ritorno con soli 15 punti portati a casa, si può riassumere così questa amara stagione, con il Play-out perso contro il Venezia, come logica conseguenza del calo dei biancoceleti, e della crescita dei neroverdi lagunari. A due giornate dal termine si è tentata anche la sostituzione del tecnico Antonio Sala con Gian Cesare Discepoli. Nella Coppa Italia delle grandi la Pro Sesto supera nel primo turno la Tritium, mentre nel secondo turno esce di scena contro il Modena. Nella Coppa Italia di Lega Pro la Pro Sesto nel primo turno ha la meglio sul Lecco, nel secondo turno esce sconfitta dal Monza.

## Rosa
| N. |                           | Ruolo | Calciatore                |
| -- | ------------------------- | ----- | ------------------------- |
|    | Italia (bandiera)         | C     | Maurizio Bedin            |
|    | Italia (bandiera)         | A     | Matteo Beretta            |
|    | Italia (bandiera)         | C     | Alberto Bertolini         |
|    | Italia (bandiera)         | C     | Patrizio Billio           |
|    | Francia (bandiera)        | C     | Rodrigue Boisfer          |
|    | Italia (bandiera)         | A     | Donato Bottone            |
|    | Italia (bandiera)         | D     | Alessio Bugno             |
|    | Italia (bandiera)         | D     | Cristian Campi            |
|    | Italia (bandiera)         | A     | Roberto De Filippis       |
|    | Italia (bandiera)         | C     | Davide Damiano Di Quinzio |
|    | Italia (bandiera)         | C     | Pasquale Fracassetti      |
|    | Marocco (bandiera)        | A     | Kabine Mehdi              |
|    | Costa d'Avorio (bandiera) | C     | Youssouf Konè             |

| N. |                    | Ruolo | Calciatore                |
| -- | ------------------ | ----- | ------------------------- |
|    | Italia (bandiera)  | D     | Alessandro Lambrughi      |
|    | Francia (bandiera) | A     | Robert Maah               |
|    | Italia (bandiera)  | C     | Matteo Marinoni           |
|    | Senegal (bandiera) | A     | Niang Ahmadou Bamba Mbaye |
|    | Italia (bandiera)  | C     | Roberto Mele              |
|    | Italia (bandiera)  | P     | Daniel Offredi            |
|    | Italia (bandiera)  | D     | Luca Perfetti             |
|    | Italia (bandiera)  | C     | Gianluca Porro            |
|    | Ucraina (bandiera) | D     | Serhiy Predko             |
|    | Italia (bandiera)  | D     | Aldo Andrea Preite        |
|    | Italia (bandiera)  | P     | Francesco Russo           |
|    | Italia (bandiera)  | D     | Domenico Tursi            |
|    | Italia (bandiera)  | C     | Marco Valtulina           |

## Risultati

### Lega Pro Prima Divisione

#### Girone di andata
| Arbitro: | Barbiero (Vicenza) |

|  |           |                           |
|  | Marcatori | 41’ Guidetti 80’ Pesaresi |

| Arbitro: | Peretti (Verona) |

|             |           |              |
| William 64’ | Marcatori | 62’ Perfetti |

| Arbitro: | Nasca (Bari) |

|             |           |  |
| Boisfer 53’ | Marcatori |  |

| Arbitro: | D'Alesio (Forlì) |

|                               |           |  |
| Varricchio 4’ Rabito 31’, 81’ | Marcatori |  |

| Arbitro: | Carbone (Napoli) |

|               |           |                               |
| Bertolini 41’ | Marcatori | 39’ Dall'Acqua 72’ Falconieri |

| Arbitro: | Massa (Imperia) |

|                        |           |               |
| Torri 36’ Iacopino 87’ | Marcatori | 15’, 26’ Maah |

| Arbitro: | Tramontina (Udine) |

|                 |           |  |
| De Filippis 75’ | Marcatori |  |

| Arbitro: | Coccia (San Benedetto del Tronto) |

|                                            |           |            |
| Motta 11’ Chiavarini 40’ Giaccherini 90+4’ | Marcatori | 30’ Preite |

| Arbitro: | Ballo (Trapani) |

|               |           |             |
| Valtulina 68’ | Marcatori | 90’ Zamboni |

| Arbitro: | Liotta (Caltanissetta) |

|              |           |                  |
| Mosciaro 81’ | Marcatori | 29’ (rig.) Campi |

| Arbitro: | La Mura (Nocera Inferiore) |

|                 |           |                        |
| Beretta 4’, 16’ | Marcatori | 53’ Scapini 66’ Tiboni |

| Arbitro: | De Benedictis (Bari) |

|                       |           |            |
| Magnani 60’ Cigan 72’ | Marcatori | 7’ Boisfer |

| Arbitro: | Cervellera (Taranto) |

|                 |           |  |
| Lambrughi 90+2’ | Marcatori |  |

| Sesto San Giovanni 29 novembre 2008 14ª giornata | Pro Sesto           | 0 – 0 | Lecco | Stadio Ernesto Breda\| Arbitro: \| Di Paolo (Avezzano) \| |
| Arbitro:                                         | Di Paolo (Avezzano) |       |       |                                                           |

| Arbitro: | De Faveri (San Donà di Piave) |

|              |           |               |
| Matteassi 5’ | Marcatori | 74’ Lambrughi |

| Arbitro: | Di Francesco (Teramo) |

|                 |           |  |
| Campi 2’ (rig.) | Marcatori |  |

| Arbitro: | Ceccarelli (Terni) |

|             |           |              |
| Rebecca 52’ | Marcatori | 4’, 62’ Maah |

#### Girone di ritorno
| Arbitro: | Bolano (Livorno) |

|              |           |             |
| Guidetti 51’ | Marcatori | 84’ Boisfer |

| Arbitro: | Aureliano (Bologna) |

|          |           |                   |
| Maah 29’ | Marcatori | 76’ (rig.) Cunico |

| Arbitro: | Lupo (Matera) |

|                                                    |           |             |
| Ciuffetelli 9’ (rig.) Zizzari 28’, 71’ Curiale 39’ | Marcatori | 18’ Beretta |

| Arbitro: | Gallione (Alessandria) |

|                       |           |  |
| Porro 67’, 73’ (rig.) | Marcatori |  |

| Arbitro: | Begher (Rovigo) |

|                           |           |                  |
| Alessi 14’ Dall'Acqua 54’ | Marcatori | 73’ (rig.) Campi |

| Arbitro: | Irrati (Pistoia) |

|                              |           |                         |
| Porro 10’ (rig.) Beretta 57’ | Marcatori | 22’ Bolzan 47’ Iacopino |

| Arbitro: | Soricaro (Barletta) |

|              |           |  |
| Albanese 25’ | Marcatori |  |

| Arbitro: | Guida (Torre Annunziata) |

|  |           |                               |
|  | Marcatori | 55’ Sacilotto 59’ Giaccherini |

| Arbitro: | Citro (Battipaglia) |

|             |           |  |
| Agodirin 8’ | Marcatori |  |

| Arbitro: | G. Stefanini (Livorno) |

|  |           |                                |
|  | Marcatori | 50’ Urbano 82’ (rig.) Do Prado |

| Arbitro: | Ferraioli (Nocera Inferiore) |

|                         |           |  |
| Pugliese 27’ Tiboni 30’ | Marcatori |  |

| Arbitro: | De Faveri (San Donà di Piave) |

|                              |           |             |
| A. Bertolini 5’ Berretta 30’ | Marcatori | 57’ Lanzoni |

| Arbitro: | Manna (Isernia) |

|                               |           |  |
| M. Pesenti 68’ R. Maniero 78’ | Marcatori |  |

| Arbitro: | Palazzino (Ciampino) |

|                                       |           |             |
| A. Montalto 15’ Carlini 45’ Mateo 80’ | Marcatori | 77’ Beretta |

| Arbitro: | Di Paolo (Avezzano) |

|                    |           |  |
| Valtulina 38’, 55’ | Marcatori |  |

| Arbitro: | Pecorelli (Arezzo) |

|                    |           |                  |
| Sambugaro 41’, 71’ | Marcatori | 30’ A. Bertolini |

| Arbitro: | Ruini (Reggio Emilia) |

|                                |           |                                 |
| Bottone 4’, 56’ Di Quinzio 17’ | Marcatori | 61’ (rig.) Malatesta 88’ Ibekwe |

### Play-out
| Arbitro: | Gallione (Alessandria) |

|                                       |           |             |
| Malatesta 62’, 91’ (rig.) Momentè 81’ | Marcatori | 48’ Bottone |

| Arbitro: | Giancola (Vasto) |

|           |           |            |
| Porro 80’ | Marcatori | 43’ Ibekwe |

### Coppa Italia
| Arbitro: | Barbeno (Brescia) |

|                             |           |  |
| Beretta 51’ Fracassetti 80’ | Marcatori |  |

| Arbitro: | Marelli (Como) |

|  |           |             |
|  | Marcatori | 59’ Troiano |

### Coppa Italia Lega Pro
| Arbitro: | Penno (Nichelino) |

|                             |           |                  |
| Campi 54’ (rig.) Kabine 86’ | Marcatori | 68’ M. Altobelli |

| Arbitro: | Bagalini (Fermo) |

|                       |           |                                       |
| Campi 45+2’ Koné 105’ | Marcatori | 72’, 119’ Samb 106’ Quadri 117’ Torri |